# 大衛·莫耶斯
大衛·威廉·莫耶斯，OBE（英語：David William Moyes，1963年4月25日—），是已退役的苏格兰职业足球運動員，現為教練。現時執教英超球隊埃弗顿。他曾执教普雷斯顿、曼聯、皇家蘇斯達、和。
莫耶斯在球員時代曾經上陣過550次，司職中堅的他出道於凯尔特人，為球隊贏得聯賽冠軍後轉會他投，最後在普雷斯顿終結其球員生涯。
退役后莫耶斯執起教鞭，成為普雷斯頓的領隊。2002年至13年間，他長期執教英超愛華頓，是2003年、2005年和2009年三屆英格蘭足球聯賽領隊協會最佳領隊，也是該會的委員。2013年7月莫耶斯接替退休的弗格森成为曼聯主教练2014年4月22日早上，在联赛35轮客败埃弗顿后被曼联解雇。離開曼聯一段時間後，莫耶斯抵達西班牙，執教西甲球隊皇家蘇斯達。然而，由於戰績不佳，莫耶斯被皇家蘇斯達辭退。又一次，大衛·莫耶斯最早從媒體上得知自己將要被辭退的消息。2016-17赛季莫耶斯重返英超执教桑德兰队，但球队在该赛季垫底降级，赛季结束后莫耶斯辞职。2017年11月7日，莫耶斯接手西汉姆联队并率队完成保级，但赛季结束后未获得续约。2019年12月29日，莫耶斯再次出任西汉姆联队主教练，首个赛季率队保级，并在之后两个赛季连续率队获得欧联、欧协联参赛资格。

## 領隊

### 普雷斯頓
莫耶斯於1998年1月取代彼得斯擔任當時在乙組聯賽〈III〉掙扎護級的普雷斯頓領隊之職。他於球員時期已為日後擔任球隊管理舖路，早於22歲之齡已考取教練牌照，並對其所屬上司領隊的技巧和戰術作筆錄備忘。普雷斯頓於1997/98年球季最終成功護級，並於翌季取得第5位的成績晉級附加賽，但於準決賽兩回合累計1-2負於吉林汉姆出局。
1999/2000年球季莫耶斯帶領普雷斯頓取得乙組〈III〉聯賽冠軍，升級到甲組〈II〉聯賽。在甲組的首個球季普雷斯頓以幾乎原班人馬參賽，令人意外地取得秘4位，附加賽準決賽兩回合累計2-2，十二碼4-2擊敗伯明翰城，千禧球場決賽以0-3負於博尔顿，失去升班英超的機會。一個月後，莫耶斯與普雷斯頓簽署五年新約。翌季接近季末，莫耶斯於2002年3月離隊轉投愛華頓，接替蘇格蘭同鄉禾達·史密夫執掌帥印。莫耶斯於普雷斯頓帶隊234場，取得113勝、58和、63負的亮麗成績。

### 愛華頓
莫耶斯在2002年3月14日加盟愛華頓，取代被解僱的禾達·史密夫。球隊當時處於水深火熱之中。2002年3月16日，莫耶斯首次領軍，開賽僅30秒已由後衛大衛安斯禾夫(David Unsworth)攻入一球，戰至28分鐘，中場加維臣被逐，幸好最後以2-1擊敗富咸，取得在葛迪遜公園的第1勝，亦結束球隊連續8戰不勝。愛華頓在莫耶斯領導下，9戰4勝1和4負得13分，以聯賽第15名完成賽事，成功護級。

在2002-03年球季，莫耶斯先後簽入中國中場李鐵、尼日利亞後衛耶保和門將李察·胡禮，及放走老將如布隆基斯和真路拿。2002年10月19日，愛華頓於聯賽對阿仙奴，在一致被看淡的情況下，以2-1反勝對手，結束阿仙奴跨季30場不敗紀錄。當時前鋒朗尼於比賽未段射入世界波奠定勝局，一戰成名。愛華頓於此戰後於聯賽6連勝。其後球隊發揮繼續穩定。2003年5月11日，愛華頓在煞科戰不敵當屆冠軍曼聯，以第7名完成聯賽，以1分之差被布力般流浪取得參賽歐洲足協盃的資格。同年莫耶斯首次當選為英格蘭足球聯賽領隊協會最佳領隊。
在2003-04年球季，莫耶斯買入新特蘭中場基爾賓尼、馬瑟韋爾前鋒麥法頓和列斯聯門將尼祖·馬田，亦從阿仙奴借入前鋒謝菲斯。可惜愛華頓未能持續上季穩定的表現，38場聯賽只取得9場勝仗，當中只得1場作客勝利，僅能以球會史上最差的成績(39分)，排第17名，力壓李斯特城成功護級。
2004年夏天，莫耶斯從米禾爾引進澳洲中場卡希爾，亦買入前鋒馬古斯·賓特，但分別放走拉辛斯基，連達洛夫，安斯禾夫和以3,000萬英鎊將前鋒朗尼賣給曼聯。儘管大量主力離隊，愛華頓成績不跌反升。在2004-05年球季，雖然球隊於首戰以1-4不敵阿仙奴，但其後表現令人起喜出望外。在第17週聯賽以1-0擊敗同市死敵利物浦後，球隊以11勝3和3負成績高據聯賽榜第2名。其後莫耶斯在2005年1月轉會市場重開以打破球會轉會費紀錄(600萬鎊)從南安普顿購入前鋒比亞堤。由於加維臣加盟皇家馬德里，所以他亦從皇家蘇斯達借入西班牙中場阿迪達以填補空缺。2005年5月7日，愛華頓以2-0擊敗紐卡素。而同市死敵利物浦於2005年5月8日不敵阿仙奴後，愛華頓鎖定以聯賽第4名完成賽事，獲得參與來季歐洲聯賽冠軍盃資格。亦因此令莫耶斯再次當選為英格蘭足球聯賽領隊協會最佳領隊。
在2005-06年球季，愛華頓的表現不算太好，雖然莫耶斯分別羅致葡萄牙左後衛華倫迪、荷蘭中場雲達美迪、威爾斯中場西蒙·戴維斯、後衛菲臘·尼維利、丹麥中堅高特立以及借入費拉利，亦將阿迪達買斷，但是愛華頓在歐聯第3圈外圍賽被維拉利爾淘汰，轉戰歐洲足協盃亦在第1圈出局。分心歐洲賽亦令愛華頓在聯賽的成績下滑，球隊於開季9場只得1勝1和7負成績，11月時球隊仍在榜末位置。幸好在下半季成績有所改善，曾打出11戰8勝2和1負成績，最終以第11名完成聯賽。
在2006-07年球季，莫耶斯再次打破球會紀錄，以860萬鎊從水晶宮買入安德魯·莊遜，亦以500萬鎊從狼隊邀得列史葛加盟及借入曼聯門將侯活。丹麥中堅高特立則加盟費倫天拿。經過莫耶斯一番調整後，愛華頓在聯賽的成績從上正軌。在聯賽首7戰取得3勝4和成績，當中有3-0大勝同市死敵利物浦的代表作。2007年1月轉會市場重開，莫耶斯將威爾斯中場西蒙·戴維斯賣給富咸。2007年1月7日，愛華頓於足總盃第3圈在主場以1-4不敵布力般流浪出局。但其後在聯賽發揮穩定，在足總盃出局後的16場聯賽取得7勝6和3負成績，以第6名完成聯賽，得到來屆參與歐洲足協盃的資格。其中新加盟的列史葛更當選為該季愛華頓最佳球員，足見莫耶斯的眼光。
2007-08年球季被諭為是莫耶斯加盟愛華頓以來最成功的一個球季。在2007年夏天，莫耶斯作出了數個對球會有重大幫助的收購，其中前鋒耶古保的加盟再次打破球會紀錄，以1,125萬鎊從米杜士堡加盟。他其後再以205萬鎊從多蒙特買入南非中場派拿，400萬鎊從錫菲聯買入中堅積基卡及600萬鎊從韋根買入左後衛拜恩斯。另外門將侯活亦正式加盟球隊。在2007年10月25日至12月20日期間，愛華頓於13場比賽取得10勝3和成績。當中於歐洲足協盃分組賽4戰4勝以小組首名身份晉身32強、於聯賽以7-1大勝新特蘭及於聯賽盃8強以2-1擊敗韋斯咸。值得一提的是，7-1大勝新特蘭一戰於2012年7月被愛華頓球迷選為近20年最難忘比賽。2007年12月23日，愛華頓於聯賽作客以1-2不敵曼聯，結束連續13戰不敗。2008年1月23日，愛華頓於聯賽盃4強以總比數1-3不敵車路士出局。2008年2月21日，愛華頓於歐洲足協盃32強以總比數8-1大勝挪威球會白蘭恩，晉身16強。2008年3月6日，愛華頓於歐洲足協盃16強首回合以0-2不敵費倫天拿。2008年3月12日，愛華頓於次回合以2-0擊敗費倫天拿，兩回合打成2-2平手。但到互射十二碼不敵對手，無緣晉身8強。其後愛華頓於聯賽成績一般，但最後成功以第5名完成聯賽，再次得到來屆參與歐洲足協盃的資格。值得一提的是，愛華頓在當季聯賽只得到27張黃牌，是全英超紀律最好的一隊。
在2008-09年球季，愛華頓先從紐倫堡買入丹麥右後衛積及臣，其後更買入卡斯迪路和曼聯前鋒沙夏，亦將前鋒安德魯·莊遜賣給富咸。在轉會窗關閉前一日亦成功免費羅致門將卡路·拿殊及破球會紀錄以1,500萬鎊從標準列治買入比利時中場費蘭尼。愛華頓於上半季成績不太理想，聯賽頭9戰只得2勝。2008年10月14日，莫耶斯續約愛華頓5年。2009年1月轉會市場重開，莫耶斯借入曼城前鋒祖奧。2009年4月19日，愛華頓在足總盃4強以12碼擊敗曼聯，自1995年後再次晉身決賽。愛華頓強勢持續，在聯賽最後4場取得3勝1和成績，再度以第5名完成聯賽，得到來屆參與歐霸杯的資格。2009年5月30日，愛華頓在足總盃決賽對車路士，前鋒沙夏於開賽25秒便取得入球，打破了歷屆足總盃決賽的最快進球紀錄，可惜最終以1-2落敗。
2009年夏天，愛華頓以2,200萬鎊將列史葛賣給曼城，莫耶斯利用這筆資金買入數位後防球員，包括以600萬鎊買入馬德里體育會後衛希丁加和樸茨茅夫中堅迪斯甸。另外以890萬鎊羅致莫斯科火車頭中場比耶列甸洛夫。他更借入祖奧多一個球季及免費從韋斯咸簽入澳洲右後衛尼爾。丹麥右後衛積及臣亦離隊加盟布力般流浪。雖然莫耶斯引入不少新面孔，但球隊於上半季成績不太理想。2009年8月15日，愛華頓於聯賽以1-6大敗予阿仙奴，其後曾經歷聯賽連續7戰不勝。在2010年1月轉會市場重開，莫耶斯從洛杉磯銀河短暫借入美國前鋒當路雲，而隊中澳洲右後衛尼爾則加盟土耳其球會加拉塔沙雷。愛華頓在2010年1月聯賽錄得3勝1和，莫耶斯獲得該月的英超最佳領隊獎項。2010年2月6日，莫耶斯執教生涯的第600場賽事，當時愛華頓在默西賽德郡打吡以0-1敗走利物浦。2010年2月20日，愛華頓於聯賽以3-1反勝當屆聯賽冠軍曼聯。2010年2月26日，愛華頓於歐霸杯以總比數2-4不敵士砵亭，32強出局。2010年3月24日，莫耶斯帶領愛華頓作客2-0擊敗曼城，成為當季第一支能夠作客曼城球場勝出的球會。其後愛華頓在季尾愈戰愈勇，於最後11場聯賽取得6勝5和佳績，以第8名完成球季。
在2010-11年球季，莫耶斯從列斯聯免費簽入2009至2010年英格蘭足球甲級聯賽神射手碧福特，亦將尼日利亞後衛耶保外借到土耳其球隊費倫巴治。愛華頓再受開季慢熱的影響，聯賽頭6戰不勝。2010年10月2日，愛華頓作客2-0擊敗伯明翰，打開勝利之門。在2011年1月轉會市場重開，莫耶斯將球隊主力派拿賣給熱刺和將前鋒耶古保借給李斯特城。球隊失去2名主力於下半季成績不跌反升，最後12場聯賽取得7勝3和2負成績，以第7名完成球季。
在2011-12年球季，莫耶斯以1,000萬鎊將球隊主力阿迪達賣給阿仙奴、400萬鎊將碧福特賣給李斯特城及將前鋒耶古保賣給布力般流浪。另外他分別從皇家馬德里和堤格雷借入荷蘭中場德倫特及阿根廷前鋒史特古奴斯。愛華頓繼續受開季慢熱的影響，球隊上半季成績不太理想。於首10場聯賽錄得6敗。在2012年1月轉會市場重開，莫耶斯利用出售阿迪達的資金，以550萬鎊從格拉斯哥流浪簽入克羅地亞前鋒謝拉域和以50萬鎊從曼聯簽入愛爾蘭中埸吉遜。亦從熱刺借入南非中場派拿和再度從洛杉磯銀河短暫借入美國前鋒當路雲，另外將俄羅斯中場比耶列甸洛夫賣給莫斯科斯巴達和法國前鋒沙夏賣給熱刺。在4位新球員加盟後，球隊於下半季成績節節上升。2012年1月31日，愛華頓以1-0擊敗當屆聯賽冠軍曼城。2012年3月14日，莫耶斯執教愛華頓10週年，當日球隊於聯賽以0-3不敵同市死敵利物浦，未能以勝利慶祝。2012年3月27日，愛華頓於足總盃8強重賽作客以2-0擊敗新特蘭，殺入4強。2012年4月14日，愛華頓於足總盃4強以1-2不敵同市死敵利物浦出局。2012年4月22日，愛華頓於聯賽作客曼聯，在一度落後2-4情況下迫和對手4-4。該場賽事成為當屆最經典比賽之一。愛華頓於最後18場聯賽取得8勝8和2負成績，再次以第7名完成球季，亦繼2004-05年球季，成功於聯賽排名高於同市死敵利物浦。
在2012-13年球季，莫耶斯免費從格拉斯哥流浪簽入蘇格蘭前鋒尼史密夫及以450萬鎊從熱刺購回派拿。同時將曾效力8年的澳洲中場卡希爾以100萬鎊賣給美國職業聯賽球隊紐約紅牛及將尼日利亞後衛耶保正式賣給土耳其球隊費倫巴治。其後，莫耶斯亦將中場積洛維以1200萬鎊賣給曼城。莫耶斯利用出售積洛維的資金，以630萬鎊從奧林比亞高斯買入比利時前鋒米拉拿斯。愛華頓於本季一改開季慢熱的缺點，在2012年8月20日第1場比賽以1-0擊敗當屆聯賽冠軍曼聯，愛華頓於其後10場聯賽只錄得1敗。在2013年1月轉會市場重開，莫耶斯沒有作出任何收購。2013年3月9日，愛華頓於足總盃8強以0-3不敵當屆足總盃冠軍韋根出局。但其後於聯賽表現持續穩定。愛華頓在2013年3月聯賽3戰全勝，莫耶斯獲得該月的英超最佳領隊獎項。2013年5月9日，莫耶斯宣佈不會續約愛華頓，來季擔任曼聯領隊。2013年5月13日，愛華頓在主場以2-0擊敗韋斯咸，以勝利歡送莫耶斯。同時愛華頓鎖定以第6名完成球季，連續2季於聯賽排名高於同市死敵利物浦，是自1962年以來第1次。愛華頓於本季主場成績相當出色，全季獲得42分及只錄得1敗，是愛華頓在21年英超的最佳主場成績。

### 曼聯
2013年5月8日，執教曼聯26年的領隊費格遜宣佈於球季結束後退休。翌日，曼聯公佈莫耶斯出任為新領隊，並簽下為期6年的合約。可是莫耶斯自領軍曼聯伊始，竟為曼聯創下多項恥辱性「紀錄」：經過34輪比賽只得57分，排名第7，為曼聯在英超史上最低名次及分數，也是自英超成立以來首次跌出三甲之列；大部分弱旅（如西布朗和紐卡素等）均能在奧脫福終止多年對曼聯的不勝紀錄；先後遭死敵曼城、利物浦、愛華頓「雙殺」；足總盃第三輪遭淘汰；球隊18年來首次失去來屆歐洲賽事入圍資格。
莫耶斯更因帶領球隊屢創劣績，淪為敵隊球迷笑柄，甚至奉為「明燈」、「足球天才」。同時，曼聯球迷要求莫耶斯滾蛋罵聲不絕。2014年4月22日，英超球隊曼聯在官方網站及Twitter正式公布，執教曼聯11個月的領隊莫耶斯已離隊，由曼联老将吉格斯成为球队的临时主帅接管球队該季余下的比赛。曼聯聲明中感謝領隊莫耶斯任內的貢獻。

### 皇家蘇斯達
2014年11月11日，皇家蘇斯達官網宣布莫耶斯成為球隊新領隊，簽下1年半的合約。
2015年11月10日，執教將滿一年的莫耶斯被球隊解雇，當前皇家蘇斯達在西甲聯賽戰績不佳，排在第16名。

### 桑德兰
2016年7月23日，桑德兰官方宣布莫耶斯成为球队新任主教练。
然而，莫耶斯上任后并没有得到此前承诺的引援支持，只能被迫通过自己的人脉招来了皮纳尔、阿尼切贝等旧将，球队随后便在2016-17赛季遭遇开局10轮不胜，此后球队一直处于垫底位置，冬季转会窗时，莫耶斯仍未得到任何引援支持，同时失去了主力后卫范安霍尔特，虽然再次招来了旧部莱斯科特，但仍然无法阻止球队下滑的势头，终于在2017年4月29日，主场88分钟被伯恩茅斯绝杀0-1输球之后，桑德兰在英超34轮过后仅取得5胜6平23负积21分的成绩，提前3轮降入英冠联赛，结束了球队连续10年在英超的征战之旅。最終莫耶斯在2017年5月22日引咎辭職。

### 西汉姆联
2017年11月7日，西汉姆联官方宣布莫耶斯出任球队新任主教练，完成球季剩餘比賽。。2018年5月16日，西漢姆宣佈大衛莫耶斯不再擔任球隊主教練一職。莫耶斯在去年11月份接手球隊后，执教西漢姆31场比赛，取得9胜10平12负，在2017-2018賽季的英超中排名第13位，成功带领西漢姆保级。惟球隊護級成功後並沒有與他續約，他遂於2018年5月16日離開。領隊之位由佩莱格里尼取代。
2019年12月29日，莫耶斯被西汉姆联重新聘請為領隊，任期為18個月，以取代執教成績不理想的佩莱格里尼。他接手時球隊在英格蘭足球超級聯賽排第17，僅比降級線（第18名球隊）多1分。莫耶斯最終率领球队以39分第16名的成绩完成保级，这是西汉姆联自2010-11降级赛季以来最低的积分。莫耶斯在该赛季执教的19场比赛中取得20分，仅比前任佩莱格里尼在相同场次执教下多1分。
2020年9月22日，在英聯盃對侯城比賽前，他和兩名球員被驗出確診新型冠狀病毒肺炎，領隊之位由助理領隊埃尔文暫代。他於三日後複檢再次確診。
2020-21赛季，莫耶斯率领西汉姆联创下多项纪录，下半季一度位於歐冠區的他们最終以65分、以及本世紀最前面的第6名成绩完成赛季，获得次赛季欧联杯资格。在该赛季他们赢下19场联赛，包括9场客场胜利。賽季結束後，合約即將到期的莫耶斯与西汉姆联续约三年。
2022-23赛季，莫耶斯率领西汉姆联在2023年6月7日击败紫百合佛罗伦萨，获得欧协联冠军。
2024年5月7日，韋斯咸官方表示莫耶斯將於合約屆滿後離任。

### 重返愛華頓
由於時任愛華頓領隊桑恩·戴治於2024-25年球季長期帶領球隊於聯賽降班區域徘徊，球會宣布於2025年1月9日解除戴治之職務，雙方分道揚鑣。事隔一日，於2025年1月11日，愛華頓宣布成功找來小休復出的前領隊莫耶斯再續前緣。2025年1月19日，莫耶斯帶領愛華頓取得2025年首場聯賽勝仗，於主場葛迪遜公園以3比2險勝熱刺。2025年1月25日，莫耶斯帶領愛華頓取得自上年10月首場作客勝仗，以1比0击败白禮頓。

## 榮譽

### 球員
些路迪
- 蘇格蘭超級聯賽冠軍: 1981-82[20]

布里斯托城
- 英格蘭足球聯賽錦標賽冠軍 : 1985–86

普雷斯頓
- 英格蘭足球丙組聯賽冠軍 : 1995–96

### 執教生涯
普雷斯頓
- 英格蘭足球乙組聯賽 : 1999-00

愛華頓
- 英格蘭足球聯賽領隊協會年度最佳領隊: 2002-03, 2004-05, 2008-09[21]
- 英超每月最佳領隊: 2002年11月, 2004年9月, 2006年1月, 2008年2月, 2009年9月, 2010年1月, 2010年3月, 2010年10月, 2012年9月, 2013年3月

曼聯
- 英格蘭社區盾冠军 ：2013

西汉姆联
- 歐協聯冠軍 : 2022-23[22]

## 生涯數據

### 領隊
| 球隊       | 國家   | 由             | 至             | 記錄 | 記錄 | 記錄 | 記錄 | 記錄   |
| 球隊       | 國家   | 由             | 至             | 賽   | 勝   | 和   | 負   | 勝出率 |
| ---------- | ------ | -------------- | -------------- | ---- | ---- | ---- | ---- | ------ |
| 普雷斯頓   | 英格兰 | 1998年1月12日  | 2002年3月15日  | 234  | 113  | 58   | 63   | 48.29  |
| 愛華頓     | 英格兰 | 2002年3月15日  | 2013年6月30日  | 518  | 218  | 139  | 161  | 42.08  |
| 曼聯       | 英格兰 | 2013年7月1日   | 2014年4月22日  | 51   | 27   | 9    | 15   | 52.94  |
| 皇家蘇斯達 | 西班牙 | 2014年11月11日 | 2015年11月10日 | 42   | 12   | 15   | 15   | 28.57  |
| 新特蘭     | 英格兰 | 2016年7月23日  | 2017年5月23日  | 43   | 8    | 7    | 28   | 18.60  |
| 韋斯咸     | 英格兰 | 2017年11月7日  | 2018年5月16日  | 31   | 9    | 10   | 12   | 29.03  |
| 韋斯咸     | 英格兰 | 2019年12月29日 | 2024年5月19日  | 231  | 103  | 45   | 83   | 44.59  |
| 愛華頓     | 英格兰 | 2025年1月11日  |                |      |      |      |      |        |

### 執教愛華頓成績
| 球季    | 英格蘭超級聯賽            | 英格蘭聯賽盃 | 英格蘭足總盃 | 歐洲聯賽冠軍盃 | 歐協盃/歐霸盃 |
| ------- | ------------------------- | ------------ | ------------ | -------------- | ------------- |
| 2002-03 | 第7名(17勝8和13負得59分)  | 16強         | 第3圈        | /              | /             |
| 2003-04 | 第17名(9勝12和17負得39分) | 16強         | 32強         | /              | /             |
| 2004-05 | 第4名(18勝7和13負得61分)  | 16強         | 16強         | /              | /             |
| 2005-06 | 第11名(14勝8和16負得50分) | 32強         | 32強         | 外圍賽第3圈    | 第1圈         |
| 2006-07 | 第6名(15勝13和10負得58分) | 16強         | 第3圈        | /              | /             |
| 2007-08 | 第5名(19勝8和11負得65分)  | 4強          | 第3圈        | /              | 16強          |
| 2008-09 | 第5名(17勝12和9負得63分)  | 第3圈        | 亞軍         | /              | 第1圈         |
| 2009-10 | 第8名(16勝13和9負得61分)  | 16強         | 32強         | /              | 32強          |
| 2010-11 | 第7名(13勝15和10負得54分) | 第3圈        | 16強         | /              | /             |
| 2011-12 | 第7名(15勝11和12負得56分) | 16強         | 4強          | /              | /             |
| 2012-13 | 第6名(16勝15和7負得63分)  | 第3圈        | 8強          | /              | /             |

### 執教曼聯成績
| 球季    | 英格蘭超級聯賽                         | 英格蘭聯賽盃 | 英格蘭足總盃 | 歐洲聯賽冠軍盃 |
| ------- | -------------------------------------- | ------------ | ------------ | -------------- |
| 2013-14 | 第7名(17勝6和11負得57分)（截至第34輪） | 4強          | 第3圈        | 8強            |

## 外部連結
- 足球数据库：大衛·莫耶斯的球员统计数据
- 足球資料庫：大衛·莫耶斯的領隊統計數據

| 體育角色           | 體育角色             | 體育角色                        |
| ------------------ | -------------------- | ------------------------------- |
| 前任： 禾達·史密夫 | 愛華頓領隊 2002-2013 | 繼任： 馬天尼斯                 |
| 前任： 費格遜      | 曼聯領隊 2013-2014   | 繼任： 吉格斯（球員兼臨時領隊） |